# 앨릭스 촐라
앨릭샌더 "앨릭스" 촐라(영어: Alexander "Alex" Chola, 1956년 6월 5일 ~ 1993년 4월 27일)는 잠비아의 축구 선수, 감독이다.
콩고 민주 공화국 루붐바시 출생으로 1972년 콩고 민주 공화국의 솔베나 FC에서 데뷔했으며, 이후 1974년 잠비아의 은돌라로 이주한 뒤 무풀리라 블랙풀에 입단해 활약하였다. 그 뒤 1980년 파워 다이나모스 FC로 이적했으며, 1985년까지 활약한 뒤 은퇴를 선언하였다. 또한 1975년 잠비아 축구 국가대표팀에 정식으로 데뷔한 뒤, 1985년까지 활약하며 잠비아 국가대표팀 역사상 고드프리 치탈루 다음으로 많은 득점 기록을 보유하였다.
은퇴 이후 1985년부터 1990년까지 친정팀인 파워 다이나모스에서 감독 생활을 했으며, 1992년부터 다시 파워 다이나모스의 감독을 맡아 그 해 '올해의 감독상'을 수상하기도 했다. 그 뒤 1993년 고드프리 치탈루가 이끄는 잠비아 국가대표팀 수석 코치에 선임되었다.
1993년 4월 27일 세네갈과의 1994년 FIFA 월드컵 아프리카 지역 예선을 치르기 위해 잠비아 공군 소유의 비행기인 드 하빌랜드 캐나다 DHC-5 버펄로를 타고 이동하던 도중 가봉 공화국의 리브르빌 근방의 영해 상공에서 항공 사고가 발생했으며, 촐라를 포함한 탑승객 30명 전원이 그 자리에서 사망하였다.
사망 이후, 루사카에서 촐라의 이름을 딴 '앨릭스 촐라 도로'가 세워졌다.

## 같이 보기
- 1993년 잠비아 축구 국가대표팀 항공기 참사